# Инёй
Инёй (фр. Ineuil) — коммуна во Франции, находится в регионе Центр. Департамент — Шер. Входит в состав кантона Линьер. Округ коммуны — Сент-Аман-Монтрон.
Код INSEE коммуны — 18114.

## География
Коммуна расположена приблизительно в 240 км к югу от Парижа, в 130 км южнее Орлеана, в 36 км к югу от Буржа.
По территории коммуны протекает река Ансьян-Этан-де-ла-Лешри.

## Население
Население коммуны на 2008 год составляло 242 человека.
| 1962 | 1968 | 1975 | 1982 | 1990 | 1999 | 2008 |
| ---- | ---- | ---- | ---- | ---- | ---- | ---- |
| 321  | 346  | 273  | 269  | 240  | 248  | 242  |

## Администрация
| Период | Период | Фамилия       | Партия | Примечания |
| ------ | ------ | ------------- | ------ | ---------- |
| 2001   | 2008   | Эмиль Мерлен  |        |            |
| 2008   | 2014   | Патрик Биссон |        |            |

## Экономика

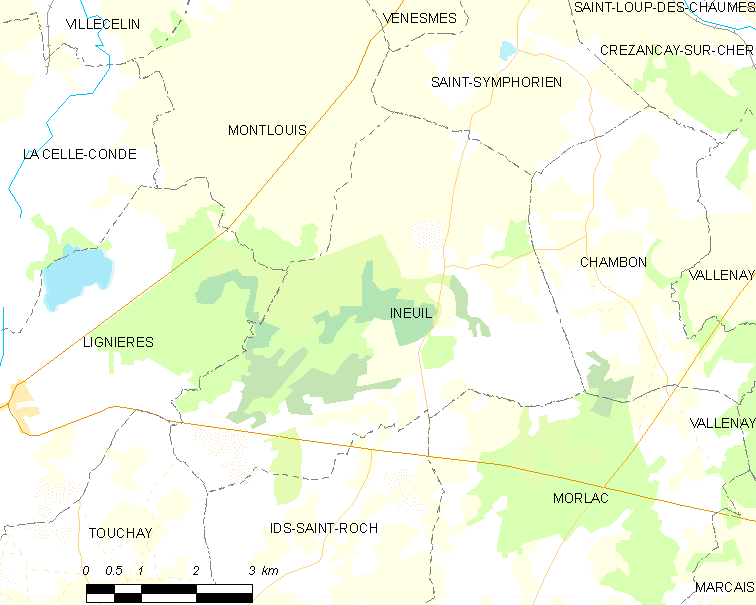
Карта коммуны

В 2007 году среди 132 человек в трудоспособном возрасте (15-64 лет) 83 были экономически активными, 49 — неактивными (показатель активности — 62,9 %, в 1999 году было 55,1 %). Из 83 активных работали 73 человека (41 мужчина и 32 женщины), безработных было 10 (7 мужчин и 3 женщины). Среди 49 неактивных 8 человек были учениками или студентами, 15 — пенсионерами, 26 были неактивными по другим причинам.

## Достопримечательности
- Церковь Сен-Мартен (XII век). Исторический памятник с 1862 года[3]
  - Кафедра (XV век). Исторический памятник с 1862 года[4]
  - Хоругвь для шествия с изображением Мадонны с младенцем и Св. Иосифа (XVIII век). Размеры — 125×95 см. Исторический памятник с 1913 года[5]
- Феодальный мотт